# Domașnea
Domașnea (en hongrois : Domásnya) est une commune du județ de Caraș-Severin en Roumanie.